# Cezary Marek Graj
Cezary Marek Graj (ur. 2 listopada 1949 w Częstochowie) – polski inżynier i przedsiębiorca, wojewoda częstochowski (1995–1997).

## Życiorys
W 1973 ukończył studia na Wydziale Budowy Maszyn Politechniki Częstochowskiej, po czym był zatrudniony m.in. w PTBS „TransbiuT” w Częstochowie jako zastępca dyrektora ds. technicznych (1976–1982), dyrektor handlowy Przedsiębiorstwa Zaopatrzenia Budownictwa Hutniczego w Poraju (1982–1986) oraz główny specjalista ds. gospodarki materiałowej Przedsiębiorstwa Budowlano–Montażowego Hutnictwa „Montex” w Częstochowie (1986–1988). Od 1988 prowadzi własną działalność gospodarczą w branży hotelarskiej i restauracyjnej, został też m.in. prezesem zarządu grupy spółek „Urdom”.
W latach 1995–1997 sprawował funkcję wojewody częstochowskiego z ramienia SLD. Był jednocześnie członkiem Komitetu Ekonomicznego Rady Ministrów (1996–1997) oraz radnym miasta Częstochowa (1994–1998).
Należy do Stowarzyszenia Ordynacka. Działał także w Partii Ludowo-Demokratycznej.
W 1997 otrzymał Krzyż Kawalerski Orderu Odrodzenia Polski.